# 淫娘
『淫娘』（いんこ）は、2005年にメディアバンクのブランド・WHITE BEARより発売されたオリジナルアダルトアニメ作品（OVA）。川野蛍初の監督作品である。全3巻で、各話約10分。
ファミレスのアルバイト店員レナと店長、およびその周囲の人間との淫らな関係を描く。

## 登場人物
レナ
声 - 芹園みや
主人公。ファミリーレストランでアルバイトしている。
雄一郎
声 - 佐藤タカオ
バイト先の店長。勤務時間中にもレナに手を出したりするが、レナのおねだりには少々手を焼いている。
彩夏
声 - みゆ
レナと同い年のアルバイト店員。レナとの同性愛行為を店長に見つかり、店長との性的関係に巻き込まれた。
勝
声 - 少林寺アキラ
女店員
声 - 冴瞳

## スタッフ
- 企画 - キャプテン秋山
- プロデューサー - 村上恒一
- キャラクターデザイン - 野口木ノ実
- 脚本 - 香月ルナ
- 演出・絵コンテ - 倉井桜子
- 作画監督・原画・監督 - 川野蛍
- 美術監督 - 本田修羽
- 撮影監督 - 岡崎英夫
- 音響監督 - 宮崎誠二
- スペシャルサンクス - 細田邦治
- 動画監修 - 川上俊弘
- 色指定・検査 - 青山まなみ
- 編集 - AMGA、西重成
- 制作進行 - 室井瑛一
- 製作 - ディースリー
- 制作 - アニメアンテナグループ

## 発売一覧
- 淫娘 -いんこ- Episode.1 「異常な愛情」 2005年7月29日発売 WBR-007
- 淫娘 -いんこ- Episode.2 「性欲の代償」 2005年10月28日発売 WBR-011
- 淫娘 -いんこ- Episode.3 「最愛の人」 2005年11月18日発売 WBR-013